# Ransom A. Myers
Ransom A. Myers, conhecido como Ram (Lula, Mississippi, 13 de junho de 1952 — Halifax, Nova Escócia, 27 de março de 2007) foi um biólogo marinho e conservador da natureza canadiano, com renome internacional.
Myers foi mais conhecido pelos seus avisos apaixonados sobre o impacto da pesca excessiva mundial dos stocks de peixe nos oceanos, sobretudo do bacalhau e do Thunnus maccoyii. Como membro do grupo especialista em tubarões da IUCN ele também colectou dados sobre o declínio das populações de tubarões e dirigiu a atenção dos media para as espécies de tubarões ameaçadas.
Faleceu aos 54 anos num hospital de Halifax vitimado por uma forma rara de um tumor cerebral.